# Порядкова величина
Порядкова величина (англ. ordinal quantity) — величина, визначена у відповідності до прийнятої за угодою методикою вимірювання, для якої може бути встановлене загальне порядкове співвідношення, у відповідності до її розміру з іншими величинами того ж роду, але не існує алгебраїчних операцій між цими величинами.
Приклади порядкових величин: твердість за шкалою С Роквела, октанове число для легкого палива, сила землетрусу за шкалою Ріхтера.
Порядкові величини не входять ні в які фізичні рівняння, а можуть входити лише в емпіричні співвідношення. Як наслідок, такі величини не включаються до систем фізичних величин і, відповідно, не мають одиниць вимірювання в системах одиниць, побудованих на основі цих систем фізичних величин. Це в повній мірі стосується і системи SI. Таким чином, порядкові величини не мають ні одиниць вимірювання (тобто, порядкові шкали є неметричними), ні розмірності, тобто є безрозмірнісними величинами.

## Допустимі операції з порядковими величинами
Порядкові величини упорядковують у відповідності зі шкалами значень порядкових величин. Ці шкали дозволяють порівнювати різні класи спостережуваних станів об'єктів, розташовуючи їх в певному порядку. Числові значення порядкових шкал не повинні вводити в оману стосовно математичних операцій над ними. Для двох величин, виміряних у шкалах порядку, можна визначити, яка з них має більше значення, і розмістити їх в порядку зростання чи спадання на числовій осі. Цим і пояснюється назва таких шкал — шкали порядку або рангові. Різниці і відношення (операція ділення) для порядкових величин не мають фізичного змісту.
Допустимими операціями з  порядковими величинами є монотонні перетворення та операція порівняння, що дозволяє констатувати:
- рівність однакових значень порядкових величин;
- нерівність різних значень;
- співвідношення «більше» чи «менше» між їх значеннями.

Зі статистичних операцій допустимими є визначення моди та медіани.
Необхідно зазначити, що на практиці іноді до порядкових величин застосовують недопустимі операції. Так, наприклад, шкільні оцінки в українських школах виставляють за 12-бальною шкалою. Піврічні та річні оцінки отримують арифметичним усередненням отриманих учнем за відповідний період оцінок, в той час як операція арифметичного усереднення для шкільних оцінок як порядкових величин є некоректною. Ще одним прикладом некоректного застосування математичних операцій до порядкової величини є.